# Rosedale (Maryland)
Rosedale – jednostka osadnicza w Stanach Zjednoczonych, w stanie Maryland, w hrabstwie Baltimore.